# Фестиваль Нибелунгов в Вормсе
Фестиваль Нибелунгов в Вормсе (нем. Nibelungenfestspiele Worms) — театральный фестиваль, который проходит каждый август в рамках программы Культурного лета земли Рейнланд-Пфальц (нем. Kultursommer Rheinland-Pfalz). Место проведения — сцена на открытом воздухе непосредственно перед Вормсским собором. Проведение фестиваля возобновилось в 2002 году после долгого перерыва.

## История
Фестиваль появился во времена Третьего рейха в 1937 году. Его программа основывалась на драме Фридриха Хеббеля «Нибелунги», написанной в 1861 году и состоящей из трех частей. После короткого перерыва фестиваль проводился с середины 1940-х годов до 1956 года.
В 2002 году состоялась первая новая постановка фестиваля Нибелунгов, призванная вернуть Вормсу значение города театральных фестивалей. Над возобновлением фестиваля работали представители театральной среды и кинематографа, прежде всего Дитер Ведель (нем. Dieter Wedel), Марио Адорф и Мария Шредер (нем. Maria Schrader). Первые фестивали с постановкой под редакцией Морица Ринке (нем. Moritz Rinke) проходили в южном портале Вормсского собора. На премьеру были распроданы почти все билеты, а в пределах земли можно было посмотреть запись генеральной репетиции по телевизору.
Обновленный фестиваль подвергли критике: вскоре после первого сезона посыпались сообщения о чрезмерных расходах, которые несёт город, например, на содержание и ремонт ледовых лошадей в натуральную величину.
В 2006 году в рамках фестиваля впервые предлагался курс для молодых людей, которые хотят стать актёрами.

## Постановка Ринке
Обе первых постановки в 2002 и 2003 представлялись Дитером Веделем после обработки Морица Ринке. Ринке поручился город Вормсом, чтобы драматизировать постановку, и создавал новую интерпретацию без того, чтобы интерпретировать действительно по-новому. Обоснование Ринке: он избежал бы патриотизма и ослабил бы роковое чувство собственного достоинства, чтобы избежать таким образом горького привкуса злоупотребления национал-социалистами германского мифа. Одна из его целей была — избавиться от «национал-социалистских предубеждений против Песни о Нибелунгах».
Волнующее столкновение пронизывает в том числе заключительную сцену, когда Хильдебранд говорит:
«Еще никогда не стояли мужчины 

Вместе как Нибелунги здесь. 

И то, что они склонны были преступить, 

Они исправлили этим мужеством. 

И эта верность, удваивает уважение.»
Критика часто заканчивается на том, что Ринке просто пропускает слепую верность свиты и преувеличенное чувство собственного достоинства, как знали их от оригинала и с других формулировок, не раскрывает таким образом неизбежные последовательности, оставляя неясными остальные и что произведение отличается в этой форме от намерений поэта.